# Административное деление Саратова

Городские районы Саратова
1. Волжский район
2. Заводской район
3. Кировский район
4. Ленинский район
5. Октябрьский район
6. Фрунзенский район

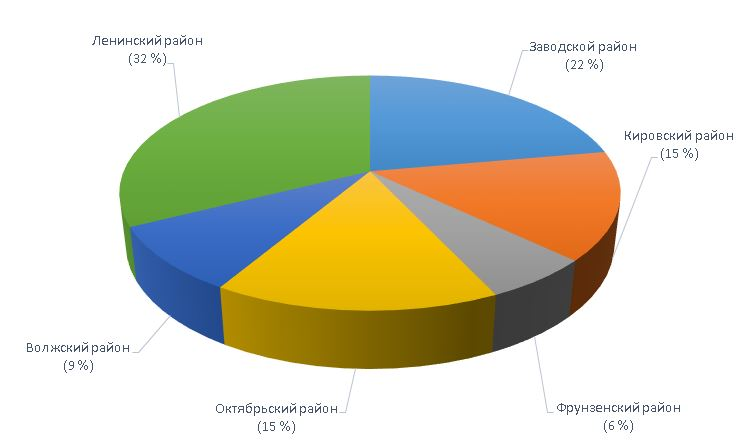
Распределение населения Саратова по районам

Город Саратов, административный центр одноимённой области, делится на 6 городских районов. 
В рамках административно-территориального устройства, он является городом областного значения.
В рамках организации местного самоуправления, город вместе с Гагаринским административным районом составляет единое муниципальное образование город Саратов со статусом городского округа.
Городские районы как административно-территориальные единицы (внутригородские территории), а также административный район (Гагаринский) не являются муниципальными образованиями.

## Городские районы
| № | Название          | Площадь (км²) | Население (чел.) |
| - | ----------------- | ------------- | ---------------- |
| 1 | Волжский район    | 94,74         | ↗106 923         |
| 2 | Заводской район   | 113,64        | ↘177 231         |
| 3 | Кировский район   | 33,05         | ↗149 952         |
| 4 | Ленинский район   | 119,77        | ↗302 303         |
| 5 | Октябрьский район | 23,87         | ↗119 412         |
| 6 | Фрунзенский район | 7,43          | ↘45 540          |

### Общая характеристика
Волжский район

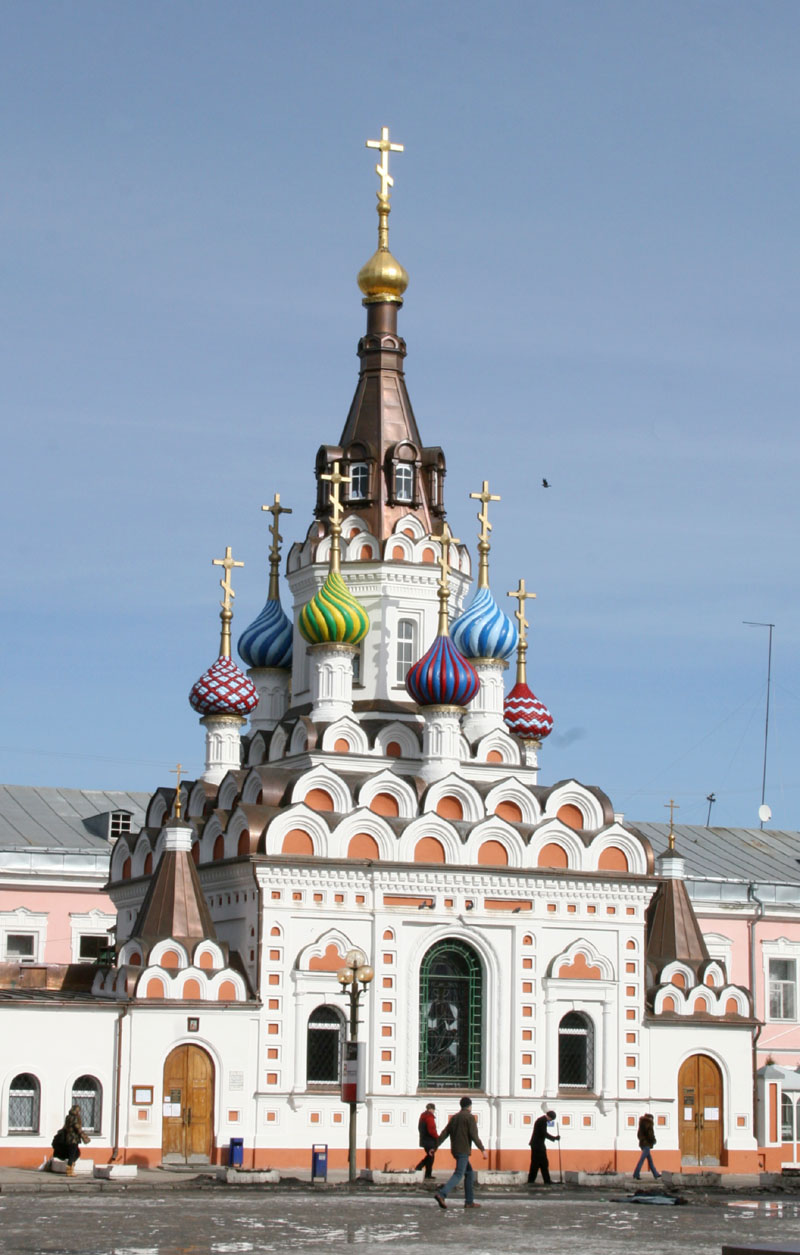
Храм «Утоли моя печали».
Архитектор П. М. Зыбин.
В советский период в храме располагался Саратовский планетарий

Волжский район — самая старая часть города, исторический центр Саратова. Сегодня здесь сосредоточена основная часть памятников и архитектурных ансамблей города, в том числе более 70 — федерального значения. Среди них: Саратовский государственный художественный музей им. А. Н. Радищева, Саратовский академический театр оперы и балета, дом-музей Павла Кузнецова, Саратовская областная филармония им. А. Шнитке, Саратовский гарнизонный Дом офицеров, Собор во имя Святой и Живоначальной Троицы.
Визитная карточка Волжского района — Набережная Космонавтов.
Заводской район
Занимает второе место по площади и численности жителей после Ленинского района.
На территории района действуют речной, железнодорожный, автомобильный виды транспорта с сортировочными и грузовыми станциями.
В состав района входят 18 посёлков: Верхняя Стрелковка, Воробьёвка, Заплатиновка, Калашникова, Князевка, Комсомольский, Лесопильный, Муравлёвка, Нижняя Стрелковка, посад Деконский, Рейник, Рокотовка, Тепличный, Увек, Углёвка, Шарковка, Юнгеровка и Юриш.
Важный промышленный центр города.
Кировский район
В районе расположены железнодорожный вокзал, аэропорт, автовокзал.
Кировский район славен своими высшими учебными заведениями: Саратовским государственным университетом им. Н. Г. Чернышевского, Саратовским государственным медицинским университетом им. В. И. Разумовского, Саратовским государственным аграрным университетом им. Н. И. Вавилова.
На территории района ранее располагались все высшие военные заведения города: Саратовское высшее военное командно-инженерное училище ракетных войск, Саратовский военный институт внутренних войск МВД России, Военный институт повышения квалификации специалистов мобилизационных органов ВС РФ, Саратовский военный институт биологической и химической безопасности, Саратовский юридический институт МВД России. Указанные вузы расформированы, за исключением Саратовского военного института внутренних войск МВД России.
На территории Кировского района расположено большое количество предприятий торговли, общественного питания и бытового обслуживания.
Ленинский район
Ленинский район — самый крупный административный район Саратова. В прошлом территория района была пригородом Саратова, состоящим из дачных посёлков. В районе расположено 68 крупных и средних промышленных предприятий.
Примечательным является расположенный на территории Ленинского района «Торговый Центр — Поволжье». Этот торговый комплекс является одним из крупнейших во всём Поволжье.
Октябрьский район
Октябрьский район — это наиболее социально направленная территория города. Здесь находится большинство городских лечебных учреждений. Ежедневно оказывают медицинскую помощь тысячам жителей в Клинической больнице имени С. Р. Миротворцева, Саратовского государственного медицинского университета (бывшая Клиническая больница № 3 СГМУ), Областной клинической больнице, Областной детской больнице, ММУ «2-я городская клиническая больница им. В. И. Разумовского», ММУ «1-я городская клиническая больница им. Ю. Я. Гордеева» и др.
Октябрьский район — крупнейший образовательный центр Саратова, где находятся пять высших учебных заведений, одним из которых является Саратовская государственная юридическая академия.
Крупные и средние промышленные предприятия района представляют следующие отрасли: машиностроение и металлообработка, топливная, полиграфическая, лёгкая, пищевая, мукомольно-крупяная и комбикормовая.
Фрунзенский район

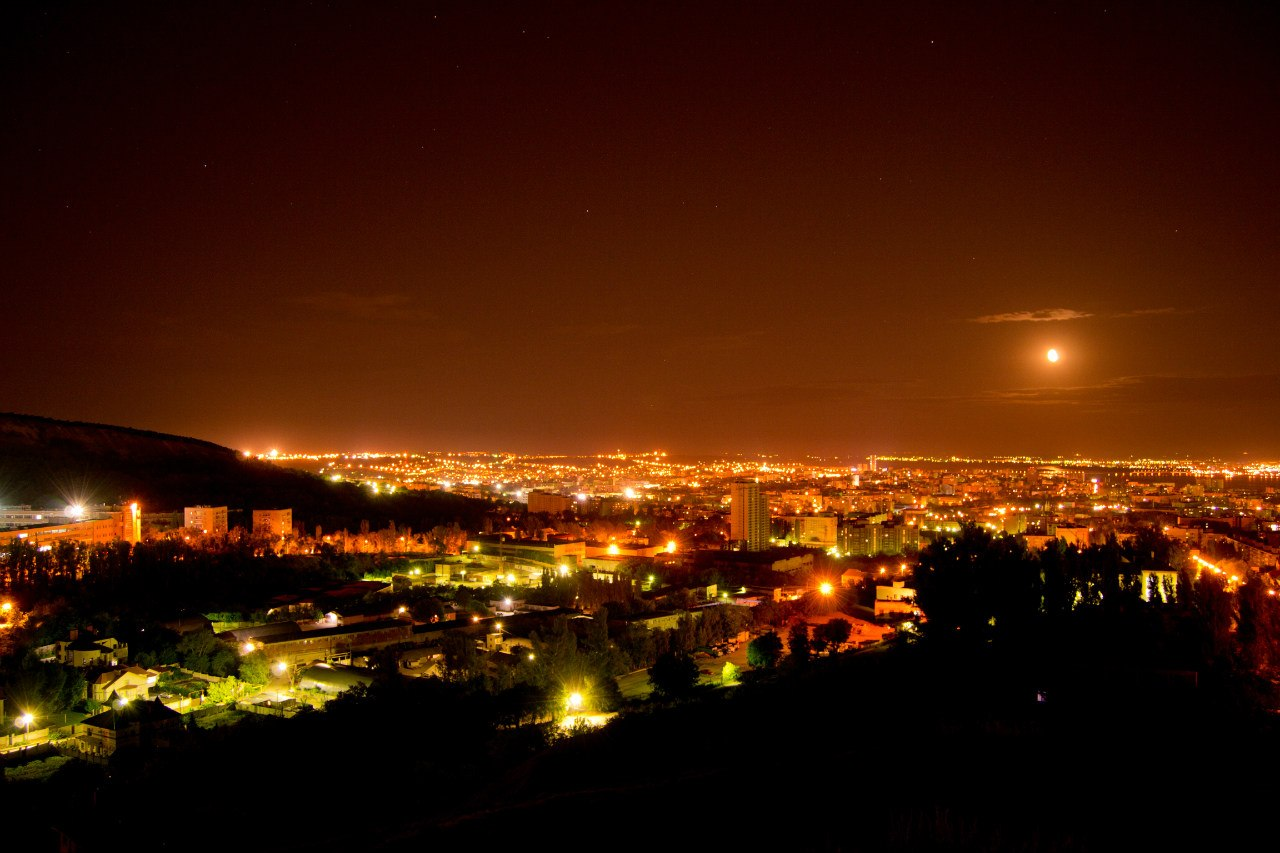
Вид на ночной город со стороны Октябрьского ущелья

В районе около 20 крупных и средних промышленных предприятий, представляющих такие отрасли, как химическая, химическое и нефтяное машиностроение, аккумуляторная промышленность, автомобильная промышленность, производство санитарно-технического и газового оборудования, швейная, табачная, макаронная и другие.
Фрунзенский район — центральный район города Саратова с высоким уровнем научно-технического потенциала, с развитой сетью торгового и бытового обслуживания и культурной сферой.
Заметный вклад в развитие рынка и рыночных отношений вносят предприятия среднего и малого бизнеса. Большинство предприятий работают в сфере торговли и общественного питания, предоставления бытовых услуг.

## Микрорайоны
Ниже представлен список микрорайонов (частей города), распределённых по городским районам

## Административный район
1 января 2021 года к городскому округу г. Саратова присоединены территории двух сельских поселений (муниципальных образований Красный Текстильщик и Багаевское Саратовского муниципального района). В апреле 2021 года городскому округу были переподчинены упразднённые Рыбушанское и Синеньское муниципальные образования Саратовского муниципального района. К 1 января 2022 года городскому округу были переподчинены все оставшиеся городские и сельские поселения бывшего Саратовского муниципального района. Саратовский район был преобразован в административный район, не входящий в черту города Саратова, но входящий в городской округ город Саратов. В рамках администрации городского округа был образован департамент Саратовского района, в рамках которого были созданы 12 территориальных управлений, одноимённых бывшим муниципальным образованиям упразднённого Саратовского муниципального района. 13 мая 2022 года административный район был наименован как Гагаринский.

## История
25 марта 1917 года в Саратове образован Железнодорожный район, который 2 марта 1920 года был переименован в Первый район. Впоследствии 15 декабря 1934 года — в Октябрьский. 26 октября 1934 года образован Волжский район Саратова.
7 сентября 1936 года был образован Кировский, Фрунзенский и Сталинский (в ноябре 1961 года переименован в Заводской) районы г. Саратова, 
2 октября 1945 года образован Ленинский район. В 1991 году в состав Ленинского района вошёл посёлок городского типа Жасминный.